# Список феміністських мистецтвознавиць

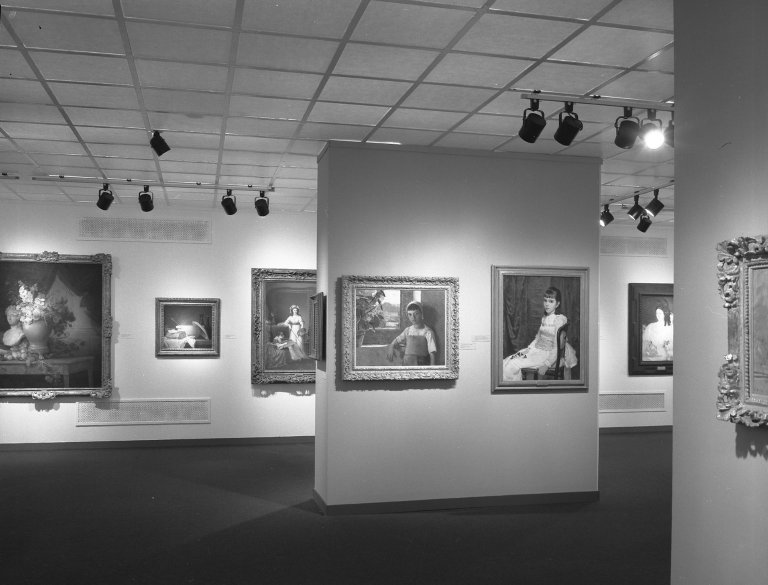
Виставка Women Artists 1550-1950 у Бруклінському музеї, 1977

Це абетковий список феміністських арткритикинь, куди включені мистецтвознавиці, які «відображають уявлення жінки про жінок» і які відіграли певну роль у феміністському мистецькому русі. Здебільшого це феміністські критикині другої і третьої хвиль фемінізму. 
А Б В Г Ґ Д Е Є Ж З І Ї Й К Л М Н О П Р С Т У Ф Х Ц Ч Ш Щ Ю Я

## Галерея
Вибрані феміністські мистецтвознавиці в порядку року їх народження. 

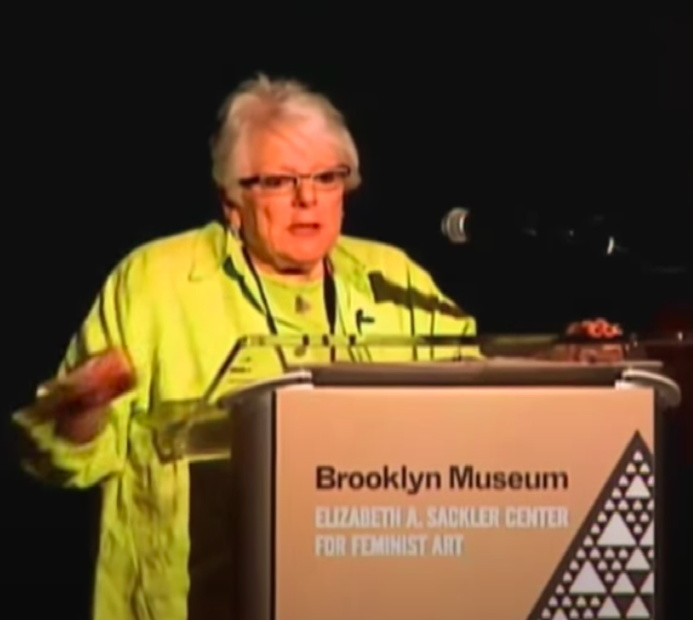
Лінда Нохлін (нар. 1931)
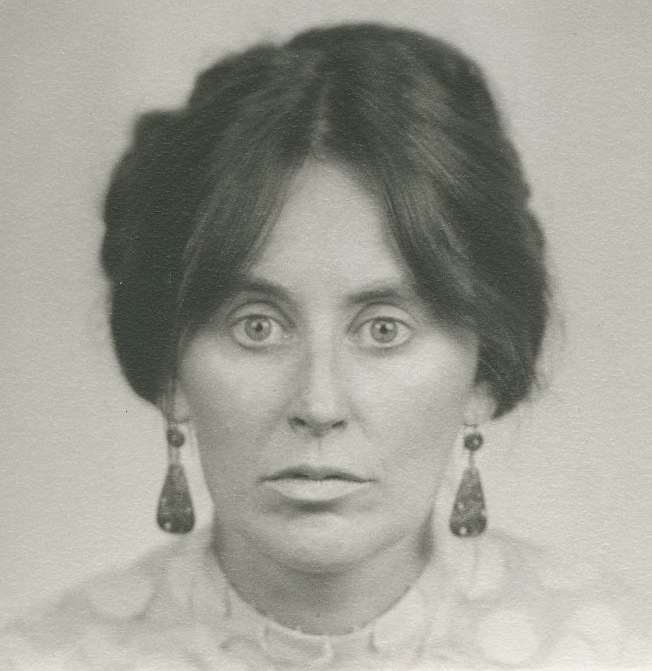
Мойра Рот[en] (1933 —2021)
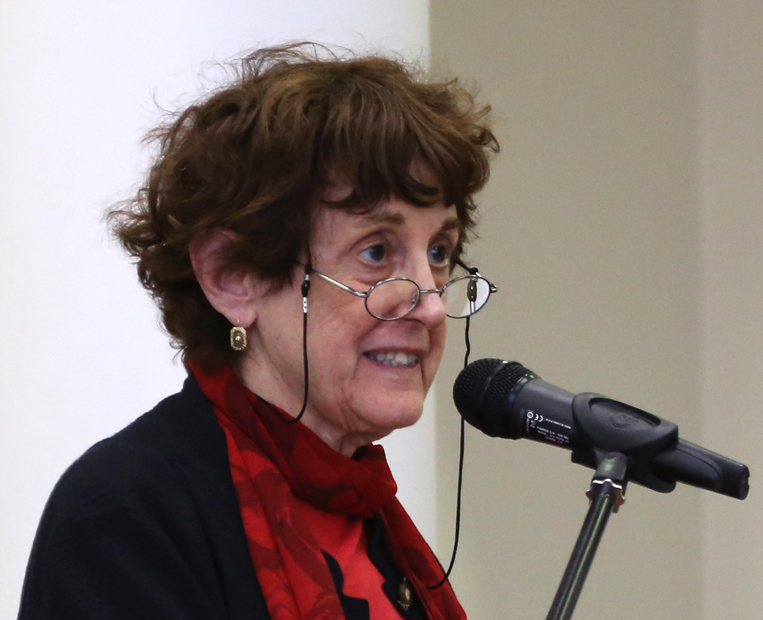
Ліз Фоґель (нар. 1938)
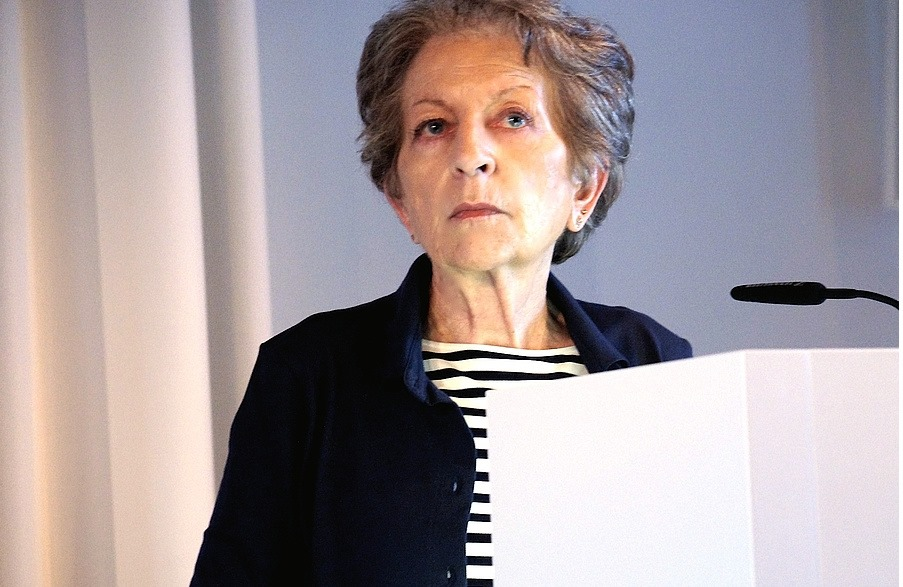
Тереза де Лауретіс (нар. 1938)
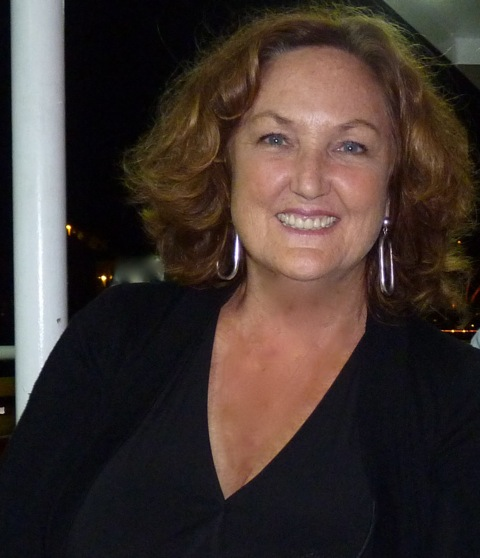
Крістін Стайлс[en] (нар. 1947)
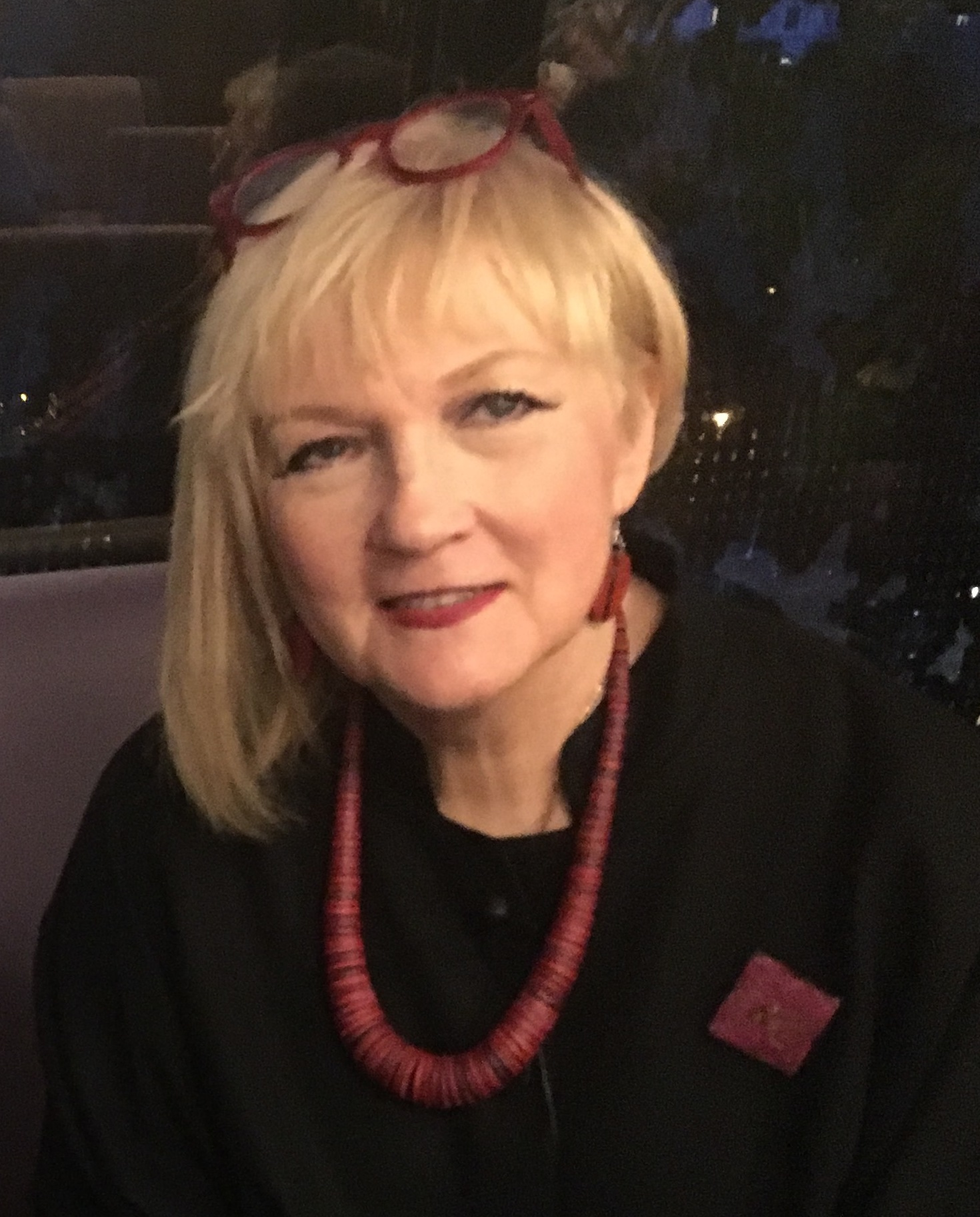
Гризельда Поллок (нар. 1949)

## A
- Віра Агеєва — українська літературознавиця та літературна критикиня. Одна з найактивніших представниць ґендерної школи в українському літературознавстві, інтерпретаторка ґендерних аспектів української культури, феміністська інтерпретаторка текстів українського модернізму.
- Корнелія Аймеш (Kornelia Imesch)[2]

## Б
- Джудіт Беррі[en] (нар. 1954, США) — художниця, письменниця, викладачка. Відома інсталяціями, перформансом та критичними есе, фотографією.[3][4] Професорка і керівниця програми з мистецтва, культури та технологій Массачусетського технологічного інституту.[5] Авторка зібрання критичних есеїв Public Fantasy (1991).[6]
- Розмарі Беттертон[en] (нар. 1951, Велика Британія)
- Ліза Блум[en] (нар. 1958,США) — культурна критикиня, педагогиня та історикиня феміністського мистецтва, що спеціалізується на полярних дослідженнях, сучасному мистецтві, екологічному мистецтві, історії фотографії, візуальної культури та кінознавства, відома своїми книгами та есеями в цих сферах.
- Франсез Борзелло[en](Велика Британія)[7] — мистецтвознавиця і вчена, чиї праці спеціалізуються на соціальній історії мистецтва та включають дослідження соціальної позиції європейських художниць у контексті їхнього суспільства, дослідження жіночих автопортретів та жіночих оголених тіл.[8] Є авторкою книги «Бачимо себе: жіночі автопортрети», яка безперервно видається з 1998 року і має 30 видань[9].
- Норма Брауд[en] (нар. 1941, США) — історикиня мистецтва та дослідниця фемінізму та французького та італійського живопису 19 століття. Вона також професорка-емерита історії мистецтв Американського університету. Разом із Мері Гаррард є ранньою лідеркою американського феміністичного руху та перевизначали теорію феміністичного мистецтва.

## В
- Джозефін Вайтерс[1]
- Ліз Вогель[en] (нар. 1938, США) — соціологиня, історикиня мистецтва та впливова марксистсько-феміністська теоретикиня.[6]
- Валь Волш[7]
- Джанет Вольф[7]
- Енн-Саржент Вустер[10]

## Г
- Пола Гарпер[en] (1930 — 2012, США) — історикиня мистецтва, яка вважається «однією із перших історикинь мистецтва, що привнесла феміністичний погляд до вивчення живопису та скульптури».
- Марі Гаррард[en] (нар. 1937, США) — професорка-емерита Американського університету.[11][12] Визнана «однією із засновниць феміністичної теорії мистецтва»[12], відома своєю роботою про художницю в стилі бароко Артемізією Джентілескі.[13]
- Елізабет Гесс[10]
- Маріс Голдер[en][6] (1940 — 1977) — мемуаристка і письменниця-феміністка, авторка «Подаруй скорботні слова».
- Шіфра Голдман[6]

## Д
- Пен Дальтон[en][7] — мисткиня, критикиня і письменниця.[14]
- Деббі Даффін[7]
- Елісон Джинджерас[en] (США) — кураторка і письменниця, проживає в Нью-Йорку та Варшаві.
- Дженніфер Джон[2]
- Кеті Діпвел[en][7] (нар.1962, Велика Британія) — арткритикиня, академкиня, засновниця та редакторка n.paradoxa: international feminist art journal, що виходив у 1998-2017 рр.
- Керол Дункан[en][6] — марксистсько-феміністська вчена, відома як піонерка «нової історії мистецтва», соціально-політичного підходу до мистецтва. Визнана за свою роботу в галузі музеєзнавства, зокрема її дослідження ролі музеїв у визначенні культурної ідентичності.[15][16]

## Е
- Лі Едвардс[17]

## Л
- Тереза де Лауретіс (нар.1938, Італія) — письменниця та заслужена професорка-емерита з історії свідомості в Каліфорнійському університеті Санта -Крус.[6]
- Естелла Лаутер[18]
- Кассандра Ленгер[6]
- Люсі Ліппард[en] — письменниця, мистецтвознавиця, активістка і кураторка. Була однією з перших письменниць, які стверджували «дематеріалізацію» роботи в концептуальному мистецтві, і була однією з перших поборниць феміністичного мистецтва. Авторка 21 книги про сучасне мистецтво, отримала численні нагороди та відзнаки літературних критиків та мистецьких асоціацій.

## М
- Елізабет МакГрегор[7]
- Марша Мескіммон
- Патрисія Метьюз, «Go Gentle»[1]
- Даніела Мондіні[2]

## Н
- Лінда Нохлін (1931 —2017, США), «Чому у нас не було великих художниць?»[1]

## О
- Глорія Оренштейн[en][6](нар. 1938, США) — феміністська мистецтвознавиця, піонерка в галузі жінок сюрреалізму та дослідниця екофемінізму в мистецтві.[19] «Відновлення світу» Оренштейн вважається основоположним екофеміністським текстом, що відіграв «вирішальну роль у розвитку американського екофемінізму як політичної позиції».[20]

## П
- Розіка Паркер[en][21] (1945 — 2010, Велика Британія) — психотерапевтка, мистецтвознавиця і письменниця. Разом з Грізельдою Поллок заснувала феміністську спільноту The Feminist Art History Collective.[22]
- Грізельда Поллок (нар. 1949)[1]

## Р
- Арлін Рейвен[en][6](1944 —2006, США) — феміністська мистецтвознавиця, письменниця, критикиня, педагогиня і кураторка. Співзасновниця численних феміністичних арторганізацій в Лос-Анджелесі в 1970-х роках.
- Емі Річардс[en] (нар.1970, США) — активістка, організаторка, письменниця, телепродюсерка, феміністка та історикиня мистецтва, проживає в Нью-Йорку.[23]
- Мойра Рот[en][6](1933 —2021) — історикиня мистецтва та мистецтвознавиця. У її збірці есе «Різниця/байдужість: роздуми про постмодернізм, Марсель Дюшан і Джон Кейдж», досліджується конструкція маскулінності та конфліктних ідентичностей.

## С
- Ловер Стокс Сімс[en][6]
- Крістін Стайлс[en] (нар.1947, США) — історикиня мистецтва, кураторка і мисткиня, що спеціалізується на глобальному сучасному мистецтві та травмах.

## Т
- Жилане Тавадрос[7]

## Ф
- Джоанна Фейтман
- Матильда Феррер[2]
- Сенді Фліттерман-Льюїс[6]
- Джоанна Фруе[en][6] — мисткиня, письменниця та феміністична дослідниця.

## Ч
- Вітні Чедвік[en][6] — історикиня мистецтва та педагогиня, що писала про сучасне мистецтво, модернізм, сюрреалізм, а також гендер і сексуальність. Її книга «Жінки, мистецтво і суспільство» вперше була опублікована у 1990 році та переглянута в 1997 році; зараз випущено п’яте видання. Професорка-емерита Школи мистецтв в Університеті Сан-Франциско.

## Я
- Керол Якобсен[1]